# Pacte de Khàrkiv del 2010

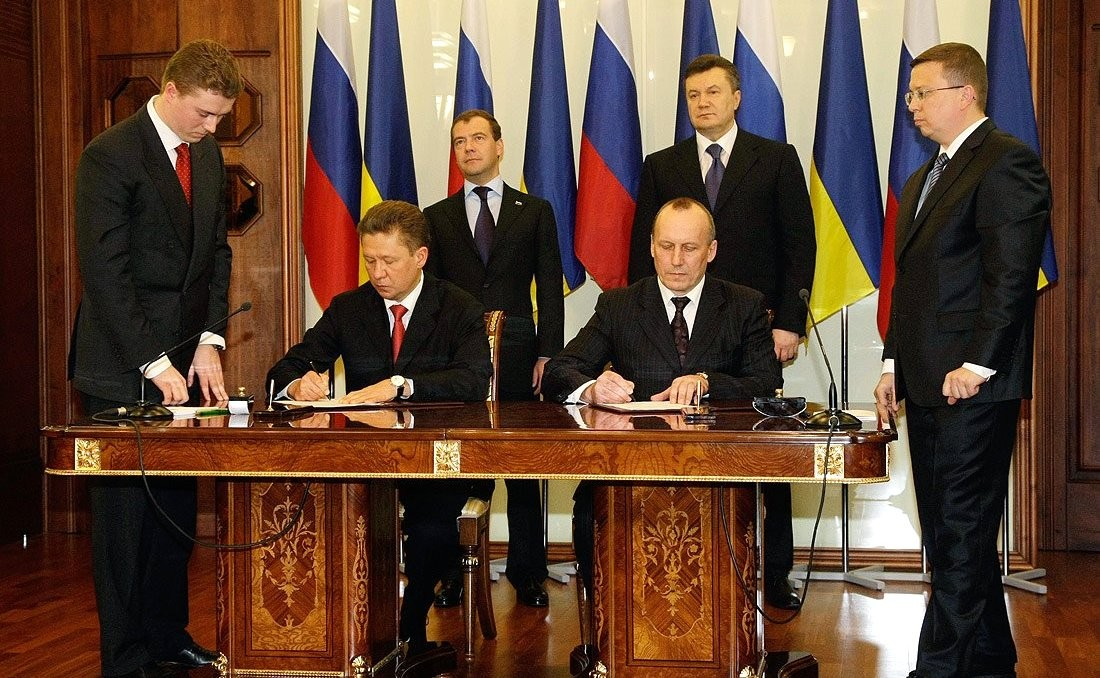
Signatura de l'acord aconseguit en la cimera de Khàrkiv del 21 abril de 2010 per Aleksei Miller i Ievhén Bakulín (amb Dmitri Medvédev i Víktor Ianukóvitx dempeus al fons)

El tractat russo-ucraïnès de la Base Naval pel gas, àmpliament conegut com els Acords de Khàrkiv (rus: Харьковские соглашения) o també Pacte de Khàrkiv (ucraïnès: Харківський пакт) en els mitjans de comunicació russos i ucraïnesos, va ser un tractat signat entre Ucraïna i Rússia segons el qual el contracte d'arrendament de Rússia sobre les instal·lacions navals a Crimea s'estendria més enllà de 2017, durant 25 anys més (fins al 2042), amb una renovació opcional per 5 anys (fins al 2047) a canvi d'un contracte de diversos anys on s'oferien descomptes a Ucraïna pel gas natural rus. L'acord, signat el 21 d'abril de 2010 a Khàrkiv, Ucraïna, pel president d'Ucraïna Víktor Ianukóvitx i el president rus Dmitri Medvédev i ratificat pels Parlaments dels dos països el 27 d'abril de 2010, va despertar una gran controvèrsia a Ucraïna. El tractat era una continuació d'un tractat signat el 1997 entre les dues nacions. Poc després de la (disputada) adhesió de Crimea a la Federació Russa de març del 2014 el president rus, Vladímir Putin va presentar propostes sobre la denúncia del tractat.